# Linea 1 (metropolitana di Rio de Janeiro)
La linea 1 è una delle linee della metropolitana di Rio de Janeiro. Viene chiamata anche linea Laranja (linea Arancione) dal nome del colore che la contraddistingue.

## Storia
La linea 1 - Laranja è la prima delle linee metropolitane della città di Rio de Janeiro, costruita fra il giugno 1970 e il marzo 1979, con un'interruzione dei lavori fra il 1974 e il 1975.

### Cronologia dei lavori[1]
- 5 marzo 1979: apertura delle stazioni Praça Onze, Central, Presidente Vargas, Cinelândia e Glória.
- 17 marzo 1980: apertura  dalle stazioni Estácio e Uruguaiana.
- 18 settembre 1981: apertura delle stazioni Botafogo, Flamengo e Largo do Machado, Catete, Carioca.
- 27 maggio 1982: apertura delle stazioni Saens Peña, São Francisco Xavier e Afonso Pena.
- 2 luglio 1998: apertura della stazione Cardeal Arcoverde.
- 21 dicembre 2002: apertura della stazione Siqueira Campos.
- 27 febbraio 2007: apertura della stazione Cantagalo.
- 21 dicembre 2009: apertura della stazione General Osório.
- 15 marzo 2014: apertura della stazione Uruguai.

### Accesso per i disabili
Ai tempi della costruzione della linea, non erano ancora presenti normative in proposito, di conseguenza le varie stazioni non sono dotate di accessi per disabili. Per problemi strutturali, essi non sono stati successivamente aggiunti.